# 倪毓棻
倪毓棻（1869年—1917年8月8日）字香圃（一作香浦），安徽省阜南县柴集镇倪新寨人，清朝及中华民国军事将领。

## 生平
倪毓棻生于清朝同治八年十月二十二日（1869年），在兄弟中排行第三。早年，倪毓棻为清朝太学生，后由户部主事改任知府，获推荐擢升为二品衔道员。袁世凯在天津小站编练新建陆军时，倪毓棻奉二哥倪嗣冲之命入北洋陆军炮队随营学堂（亦称小站随军学堂），毕业后回到家乡阜阳。
1911年辛亥革命爆发，阜阳被淮上军张汇韬部光复，倪毓棻和宁继泰（倪嗣冲的岳父）逃到周口，投奔安徽布政使、武卫右军左翼长倪嗣冲。倪嗣冲命倪毓棻任募兵督办，到豫东、皖北募兵，倪毓棻乃收编老巡防营石忠玉部两个营及若干散兵。1912年1月下旬，安庆的革命党人段志超、管鹏率部同淮上军余部及柏文蔚第一军卢慈甫部会合，将倪嗣冲部包围在阜阳城。倪毓棻闻讯后率部驰援，解除了民军对阜阳的包围。
中华民国成立后，倪毓棻任职于武卫右军营务处，后又任武卫右军参谋长。民国二年（1913年），永城人黄二诚领导饥民发动起义，攻占了蒙城县并杀害了蒙城县知事韩士英。安徽督军倪嗣冲派时任武卫右军参谋长的倪毓棻赴蒙城追查蒙城县失陷的责任，蒙城县团防局局长李松岩为了推卸自己的责任，诬告陆恩爵的儿子、练勇陆世孝“通匪”。倪毓棻遂处决了陆恩爵、陆世孝。
1913年10月至1916年4月，倪毓棻任皖北镇守使。1915年，安武軍成立后，他曾任安武軍統領。他还曾获授陆军中将，并获四等嘉禾章，二等文虎章。1916年，在护国战争中，被任命为安武军行营司令，率安武军赴湖北、云南讨伐护国军。1917年府院之争中，随倪嗣冲反对黎元洪，率部开赴天津，事定后率部返回安徽。
1917年8月8日（农历六月二十一日），倪毓棻在蚌埠病逝。

## 家庭
- 曾祖父：倪会增
- 祖父：倪云峰
- 大伯：倪元凯
- 二伯：倪元灏
- 四叔：倪德玲
- 父：倪淑
- 大哥：倪毓藻
- 二哥：倪嗣冲（原名倪毓枫）[1]